# Amsacta latimarginalis
Amsacta latimarginalis är en fjärilsart som beskrevs av Rothschild 1933. Amsacta latimarginalis ingår i släktet Amsacta och familjen björnspinnare. Inga underarter finns listade i Catalogue of Life.